# Orthocladius teletskensis
Orthocladius teletskensis är en tvåvingeart som först beskrevs av Lipina 1949.  Orthocladius teletskensis ingår i släktet Orthocladius och familjen fjädermyggor. Inga underarter finns listade i Catalogue of Life.